# Стамбульский трамвай

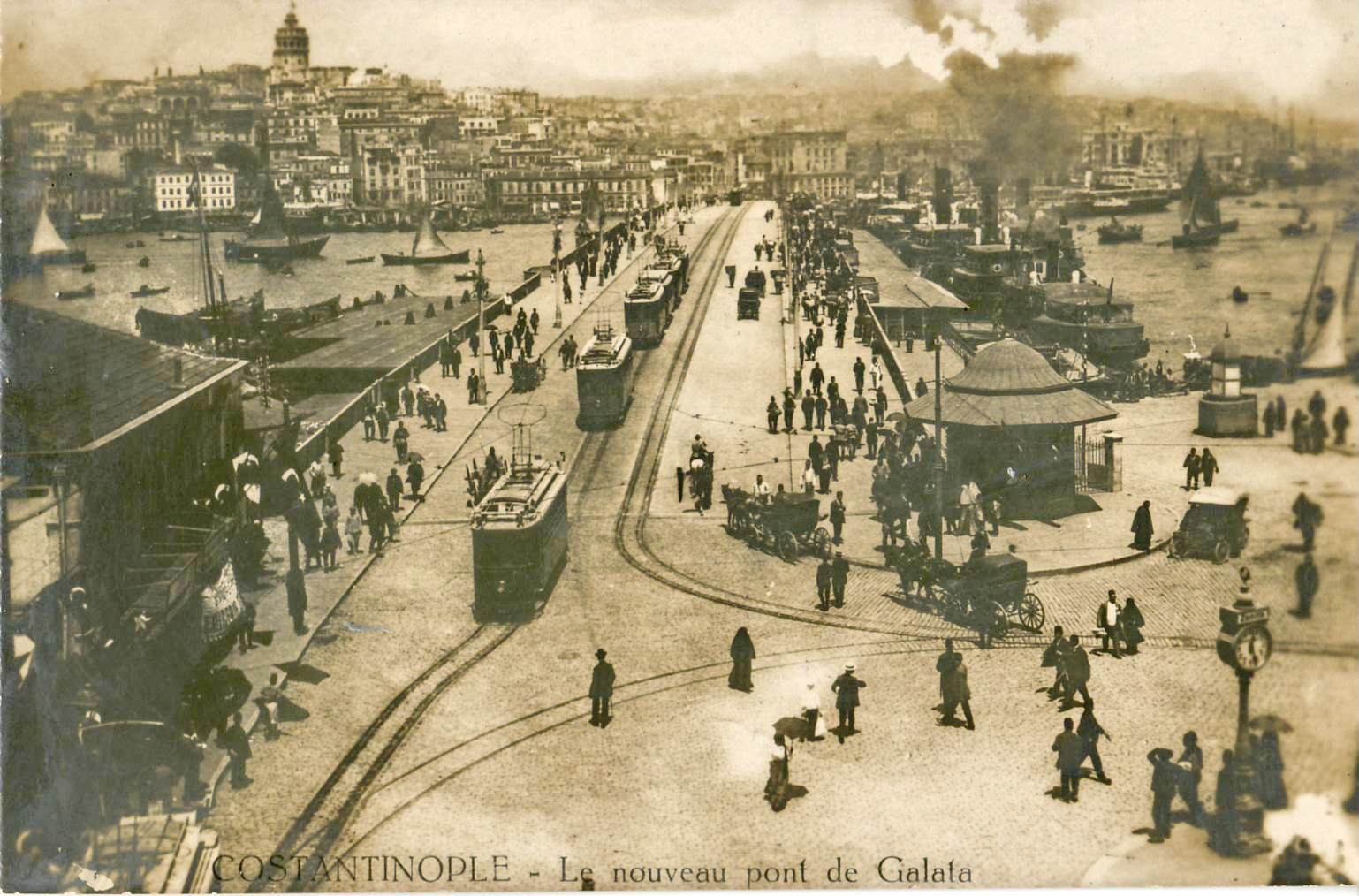
Трамвай на новом Галатском мосту (около 1912)

Стамбу́льский трамва́й — собирательное название нескольких не связанных между собою трамвайных систем, находящихся в Стамбуле. Первая трамвайная система Стамбула существовала с 1871 по 1966 год. Трамвай вернулся в Стамбул в 1990 году, когда открылась линия исторического трамвая. В 1992 году в городе начал действовать современный трамвай.
Оплата проводится: в современном трамвае, метро, фуникулёре — при входе на станцию (остановочный пункт) через турникеты; в историческом трамвае — в вагоне через терминал при входе.

## История
Первые линии конки начали действовать в Стамбуле в 1871 году, в европейской части города. Ширина колеи конки составляла 1000 мм. За первый год своей работы стамбульская конка перевезла четыре с половиной миллиона пассажиров. В последующие годы строились новые линии, число лошадей достигло 430, вагонов — 45, в том числе имелось 15 открытых летних вагонов и некоторое количество двухэтажных. В 1912 году конка в Стамбуле перестала работать, так как по приказу военного министерства все лошади были реквизированы для войны на Балканах.
В 1913 или 1914 году трамвай был электрифицирован.
8 июня 1928 года электрический трамвай начал действовать в азиатской части города. К 1950-м годам общая протяжённость стамбульской трамвайной сети достигла 130 км, однако вскоре началась постепенная деградация трамвая. В европейской части города трамвай проработал до 12 августа 1961 года, в азиатской — до 11 ноября 1966.

## Исторический трамвай
В конце 1990 года, 29 декабря, в европейской части города открылась линия исторического трамвая протяжённостью в 1,6 км. Она проходит вдоль бульвара Истикляль, между площадью Таксим и станцией подземного фуникулёра Тюнель. Трамвай стал ходить по бульвару вскоре после того, как он стал пешеходной улицей. Прежде трамвай ходил по этой улице до 1961 года. Ежедневно эта историческая линия перевозит шесть тысяч пассажиров. Ширина колеи — 1000 мм. Сами стамбульцы называют трамвай «ностальжик» («nostaljık tramvay»).
Трамваи этой линии в качестве токоприёмника используют бугель.
Другая, не связанная с первой, линия исторического трамвая открылась в Стамбуле 1 ноября 2003 года. Она расположена в азиатской части города. Эта линия имеет протяжённость в 2,6 км и насчитывает десять остановок. Ширина колеи — 1000 мм. Линия представляет собою кольцо, на противоположных сторонах которого расположены автовокзал Кадыкёй и район Мода. На линии используется два двухосных трамвая Gotha из Йены и Шёнейхе (Schöneiche) (Германия), и два двухосных трамвая Reko, из тех же городов.
Трамваи этой линии в качестве токоприёмника используют пантограф.

## Современный трамвай
С 1992 года в европейской части города действует современный уличный городской трамвай (который не следует путать с лёгким метрополитеном, действующем в Стамбуле с 1989 года). Первоначально трамвай соединил Сиркеджи и Топкапы, в марте 1994 года линия была продлена от Сиркеджи до Зейтинбурну, в апреле 1996 года было введено в работу продление с Сиркеджи до Эминёню. 30 января 2005 года линия была продлена от Сиркеджи до Кабаташ, при этом впервые за 44 года трамвай снова стал пересекать бухту Золотой Рог. В настоящее время линия имеет протяжённость в 14 км и насчитывает двадцать четыре остановки. Время поездки по всей линии составляет 42 минуты. Каждый день линия перевозит 155 000 пассажиров.
Остановки: Зейтинбурну, Митхатпаша, Акшемсеттин, Сейитнизам, Меркезэфенди, Джевизлибаг, Топкапы, Пазартекке, Чапа, Фындыкзаде, Хасеки, Юсуфпаша, Аксарай, Лалели (Университет), Беязит (Капалычарши), Чемберлиташ, Султанахмет, Гюльхане, Сиркеджи (железнодорожный вокзал), Эминёню (порт), Каракёй, Топхане, Фындыклы, Кабаташ.
Строительство второй линии современного стамбульского трамвая началось в январе 2004 года, а открылась она 14 сентября 2006. Вагоновожатым первого трамвая на этой линии стал премьер-министр Турции Реджеп Эрдоган.
Эта линия имеет протяжённость в 5,2 км и соединяет районы Зейтинбурну и Багджылар. На линии имеется виадук протяжённостью в 587 метров.
Ширина колеи современного стамбульского трамвая — 1435 мм.
Максимальная провозная способность линии трамвая — 12 000 пассажиров в час в одном направлении.
С 2012 г. обе линии объединены и работают под наименованием Т1 с конечными остановками Кабаташ и Багджилар. Зейтинбурну, бывшая конечной для ранее отдельных линий Т1 и Т2, в настоящее время является линейной остановкой. Часть рейсов выполняется по укороченным маршрутам, например, трамвай следует не до Кабаташа, а до Эминёню. В обратную сторону рейсы укорачиваются до остановки Дживизлибаг.
В часы «пик» интервал может достигать 1 минуты и менее.

### Подвижной состав
Первоначально на линии использовался подвижной состав, более подходящий для метроподобных систем, чем для уличного трамвая. Он был неудобен тем, что имел высокий пол и не имел ступенек, следовательно, все остановки должны были быть оборудованы высокими платформами.
В 2002 году канадской фирме «Бомбардье» (Bombardier) были заказаны низкопольные трамваи типа Flexity Swift в количестве 55 штук. Предназначенная для Стамбула модификация Flexity Swift больше всего похожа на стокгольмскую модификацию. В конце 2003 года новые трамваи были переданы в Стамбул. Так как новые и старые трамваи требовали разной высоты платформ, их одновременная эксплуатация была невозможна. Переход на новый подвижной состав состоялся 30 мая 2004 года. До тех пор, пока старые высокие перроны не были заменены на низкие, на остановках были установлены временные низкие перроны.
Высокопольный подвижной состав был передан стамбульскому лёгкому метрополитену.